# Mit brennender Sorge
Mit brennender Sorge (en español: Con ardiente preocupación) es una encíclica del papa Pío XI sobre la situación de la Iglesia católica en la Alemania nazi, publicada el 14 de marzo de 1937.
A diferencia de otras encíclicas llamadas por las primeras palabras en latín, esta recibe el nombre de las primeras palabras en la lengua en que fue originalmente publicada, el alemán.
En la encíclica, el papa advirtió, dos años antes de la Segunda Guerra Mundial: «Todo el que tome la raza, o el pueblo, o el Estado, o una forma determinada del Estado, o los representantes del poder estatal u otros elementos fundamentales de la sociedad humana [...] y los divinice con culto idolátrico, pervierte y falsifica el orden creado e impuesto por Dios», en una clara señal de crítica hacia los aspectos pseudorreligiosos y las teorías raciales del nazismo.

## Contexto en que se sitúa la encíclica

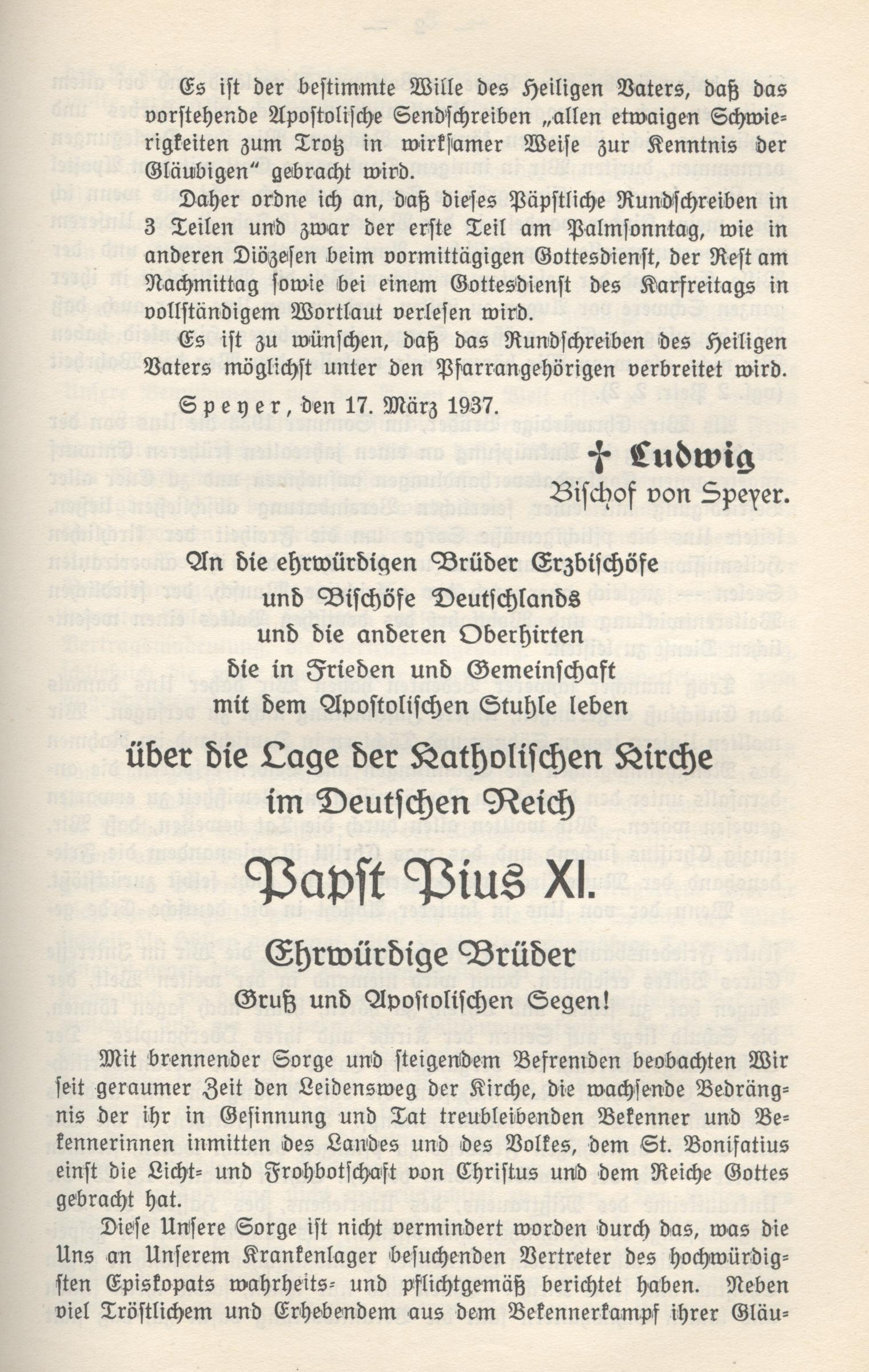
Vista de una de las páginas de la encíclica (1937)

Desde la fima del Concordato de 1933 de la Santa Sede con el III Reich comenzó, por parte del Gobierno una serie de medidas que violaban el mismo acuerdo; asíː

La supresión de las escuelas confesionales y el consiguiente monopolio estatal de la enseñanza orientado en sentido racista; el control arbitrario de la prensa católica y la supresión -tortuosa o encubierta- de toda libertad de opinión y de réplica; los procesos instruidos contra sacerdotes y la deportación a campos de concentración.
José Luis Gutiérrez García (1958)

Ante esta situación no faltaron la protesta del episcopado alemán, entre los que se destacaron el cardenal Faulhaber y el obispo de Münster, Clemens von Galen. También a través del nuncio se hicieron llegar esas protestas desde la Santa Sede. En esta situación el papa consideró necesario transmitir a la iglesia alemana su preocupación, haciéndole llegar la verdad de la situación y de la doctrina de la Iglesia.

## Estructura y contenido de la encíclica
Los cincuenta parágrafos por los que se extiende la encíclica se distribuyen en diez partes, precedidas de una breve introducción en la que Pío XI muestra su preocupación por la vía dolorosa que atraviesa la Iglesia en Alemania. El adjetivo -genuino- con el que se inicia el título de varios capítulos (del n. 2 al 5) declara el error que la encíclica quiere evitar, la confusión de la verdad católica por una interpretación meramente humana y falsa. 
- 1. Concordato.

El Papa explica el motivo por el que en el verano 1933 consintió en el Concordato ofrecido por el Gobierno del Reich: el deseo de evitar a los fieles las situación violentas que se preveían, en caso de rechazarlo. Si la paz que se esperaba obtener no se ha conseguido, ha sido por "las maquinaciones que, ya desde el principio, no se propusieron otro fin que una lucha hasta el aniquilamiento" (n. 5); de nada ha servido hacer ver a los dirigentes de vuestra nación, las consecuencias que se derivan de los actos contra la Iglesia que ellos han tolerado o incluso favorecido. "En los años tan difíciles y llenos de tan graves acontecimientos que siguieron al Concordato, cada una de nuestras palabras y de nuestras acciones tuvo por norma la fidelidad a los acuerdos estipulados" (n. 6). La finalidad de la encíclica es proporcionar a los fieles que contemplan cómo es oprimida organizadamente la libertad religiosa, unas palabras de verdad y de estímulo moral por parte del sucesor de San Pedro.
- 2. Genuina fe en Dios.

Expone la verdad de una fe en Dios incompatible con una visión panteísta de la naturaleza o una concepción precristiana del antiguo germanismo, que lo confunde con un hado sombrío e impersonal. La raza, el pueblo, el Estado y sus representantes pueden ser elementos de la sociedad humana, pero tienen un orden natural y están sometidos a Dios.
- 3. Genuina fe en Jesucristo.

La fe en Dios no se mantendrá si no se apoya en la fe en Cristo. La divinidad de Cristo es una verdad revelada, es más, en Él se da la plenitud de la revelación divina, que se da en germen en el Antiguo Testamento que es también palabra de Dios, y como tal no puede ignorarse. Por otra parte, la revelación culminó en el Evangelio de Cristo y resultaría sacrílego tratar de poner poner al nivel de Cristo, o sobre Él, a un simple mortal, ante esa pretensión El que mora en los cielos se burla de ellos (Sal. 2. 4)
- 4. Genuina fe en la Iglesia.

La permanencia de la fe en Cristo necesita de la fe en la Iglesia. la Iglesia es única para todos los pueblos y tiempos; verdaderamente tiene un componente humano, pero también, y principalmente, un principio divino; no es un obstáculo para el desarrollo de los pueblos sino al contrario, un fundamento firme de ese desarrollo. Los cristianos han de esforzarse por mantener un actitud ajustada a la fe; de esa conducta saldrán las reformas y progresos sociales que sean precisos. Así se debe responder a las voces que se alzan en Alemania incitando a los católicos a salir de la Iglesia.
- 5. Genuina fe en el Primado.

La fe en la Iglesia no se mantendrá pura e incontaminada si no está apoyada por la fe en la primacía del obispo de Roma. En el mismo momento en que Pedro, adelantándose a los demás apóstoles y discípulos, profesó su fe en Cristo, Hijo de Dios vivo, la respuesta de Cristo, que lo premiaba por su fe y por haberla profesado, fue el anuncio de la fundación de su Iglesia, de la única Iglesia, sobre la roca de Pedro (Mt 1, 18).
n. 25 de la Encíclica

- 6. Ninguna adulteración de nociones y términos sagrados.

El Papa pide al episcopado alemán una cuidadosa vigilancia para impedir que los conceptos religiosos fundamentales sean adulterados y vaciados de su auténtico significado. En este sentido recuerda el significado genuino de términos como revelación, fe, inmortalidad, pecado original, la cruz de Cristo, la humildad del espíritu evangélico y la gracia.
- 7. Doctrina y orden moral.

La moral se funda en la fe en Dios; el intento de separar la moral de la fe para apoyarla en las normas humanas lleva a la decadencia moral. El fundamento de la moral está en la fe. La moral natural y revelada es la mejor escuela del carácter; ni la coerción del Estado, ni ningún ideal puramente terreno pueden sustituir a los estímulos que proceden de la fe.
- 8. Reconocimiento del derecho natural.

El fundamento del derecho se encuentra también en la fe y en el derecho natural objetivo. Toda ley contraria a ese derecho no es verdaderamente ley; no es el criterio de la utilidad el que justifica la ley, sino el de moralidad. Ya el antiguo paganismo reconocía este principio, y por ello escribió Cicerón:

Nada hay que sea ventajoso si no es al mismo tiempo moralmente bueno; y no por ser ventajoso es moralmente bueno, sino que por ser moralmente bueno es también ventajoso
Cicerón, De officiis III, 30

En definitiva, una moral utilitaria, que identifica la moral con el derecho, conduce al desorden total no ya en el orden internacional sino en la vida nacional, con la pérdida del verdadero sentido del bien común.
- 9. A la juventud.

"Si quieres entrar en la vida eterna, guarda los mandamientos" (Mt 19,17). Esta respuesta de Cristo al joven rico sigue siendo válida. Si el Estado obliga al joven católico a una asociación excluyente, debe exigir el respeto de sus obligaciones como creyente sin que esto suponga un estorbo para ser un buen patriota; nada le impide cantar himnos de libertad, pero sin olvidar que no hay más libertad que la libertad interior del espíritu.
- 10. Sacerdotes y religiosos.

Un especial deber corresponde a los sacerdotes y a los religiosos en la defensa de la verdad y de la fe. El Papa muestra su especial gratitud ante la solicitud y paciencia apostólica que ellos están mostrando en esta situación.
- 11. A los fieles seglares.

La encíclica concluye con la seguridad de que sus enseñanzas hallarán eco en todos los fieles, y exhorta especialmente a los padres a ejercer sus derechos y deberes en la educación de sus hijos. El Papa hace constar su oración para que el contenido de la encíclica llegue a todos, también a aquellos que hayan comenzado a dejarse prender por las lisonjas y amenazas de los enemigos de Cristo. Con esa plegaria, les imparte su paternal Bendición Apostólica.

## Recepción de la encíclica por los católicos y reacción del nazismo
La encíclica se leyó el domingo 21 de marzo de 1937 en todos los aproximadamente 11 000 templos católicos alemanes. Al día siguiente el Völkischer Beobachter, órgano oficial del Partido Nazi, publicó una primera réplica a la encíclica; pero, sorprendentemente, fue también la última. El ministro alemán de propaganda, Joseph Goebbels, con el control total de prensa y radio que ya tenía por esas fechas, decidió que lo más conveniente para el régimen era ignorarla completamente.
A la semana siguiente, hubo un intento de introducir en secreto 300 000 copias de la encíclica; lo organizaba la Nunciatura. La Gestapo registró las iglesias y las imprentas en busca de ejemplares. Se tomó el control de doce imprentas, otras se cerraron y cientos de personas fueron enviadas a la cárcel o a campos de concentración.